# Aglaiocercus
Aglaiocercus é um gênero de aves apodiformes pertencente à família dos troquilídeos, que inclui os beija-flores. O gênero possui três espécies, que se encontram distribuídas desde a Bolívia, Colômbia, Equador, Peru e Venezuela, com uma espécie sendo endêmica do último país. As espécies representantes do gênero são, vernaculamente, denominadas como silfos.

## Sistemática e taxonomia
Esse gênero foi descrito primeiramente em 1885, na segunda metade da década de 1880, e originalmente conhecida como Cyanolesbia, segundo o ornitólogo e herpetólogo estadunidense Leonhard Hess Stejneger. Anos depois no início da década de 1930, John Todd Zimmer, que pesquisava sobre as aves peruanas, em uma de suas expedições, descreveu um novo gênero, dessa vez denominado Aglaiocercus. Posteriormente, a espécie-tipo foi definida como Ornismya kingii, que havia sido descrita em 1832, pelo ornitólogo francês René Primevère Lesson.
Etimologicamente, o nome do gênero deriva de dois termos em grego antigo, sendo ἀγλαϊα, aglaia, que significa "esplêndido", "magnificência", juntamente ao termo κέρκος, kérkos, literalmente "cauda". O nome referencia sua longuíssima cauda, apresentando uma bifurcação, característica da subfamília dos lesbíineos. O gênero apresenta um total de três espécies, as quais possuem, totalizando, seis subespécies. Enquanto seu nome vernáculo faz referência ao modo que os beija-flores se comportam em voo, assemelhando-se com silfos, personagens da mitologia germânica, geralmente do sexo feminino, caracterizados por sua inteligência, beleza sobrehumana e graciosidade. A palavra, por sua vez, deriva dos termos em neolatim, sylvestris significando "silvestre", "da floresta"; e nympha, que significa literalmente "ninfa".

### Espécies[1][2]
- Aglaiocercus kingii, silfo-rabilongo, (Lesson, 1832) — encontrado nos Andes colombianos ao oeste da Bolívia
  - Aglaiocercus kingii kingii (Lesson, 1832) encontrado nos Andes orientais da Colômbia
  - Aglaiocercus kingii margarethae (Heine, 1863)  encontrado no centro-norte e na costa da Venezuela
  - Aglaiocercus kingii mocoa (Delattre & Bourcier, 1846) encontrado nos Andes centrais ao sul da Colômbia ao Equador e norte do Peru
  - Aglaiocercus kingii smaragdinus (Gould, 1846) encontrado nos Andes orientais do Peru e nos yungas do oeste da Bolívia
  - Aglaiocercus kingii emmae (von Berlepsch, 1892) encontrado nos Andes centrais e ocidentais da Colômbia e nordeste do Equador
  - Aglaiocercus kingii caudatus (von Berlepsch, 1892) encontrado nos Andes do norte da Colômbia e oeste da Venezuela
- Aglaiocercus coelestis, silfo-ocidental, (Gould, 1861) — encontrado nos Andes ocidentais da Colômbia ao sudeste equatoriano[1]
  - Aglaiocercus coelestis coelestis (Gould, 1861) encontrada na encosta do pacífico dos Andes ocidentais da Colômbia e norte do Equador
  - Aglaiocercus coelestis aethereus (Chapman, 1925) encontrado nos Andes do sudeste do Equador
- Aglaiocercus berlepschi, silfo-venezuelano, (Hartert, EJO, 1898) — encontrado no extremo norte da Venezuela, nos estados de Sucre e Monagas[1]